# カステルダッチャ
カステルダッチャ（イタリア語: Casteldaccia）は、イタリア共和国シチリア自治州パレルモ県にある、人口約1万2000人の基礎自治体（コムーネ）。

## 地理

### 位置・広がり
パレルモ県のコムーネ。県都パレルモから東南東へ16kmの距離にある。

#### 隣接コムーネ
隣接するコムーネは以下の通り。
- アルタヴィッラ・ミリーチア
- バウチーナ
- ボロニェッタ
- カッカモ
- ミジルメーリ
- サンタ・フラーヴィア
- トラビーア
- ヴェンティミーリア・ディ・シチーリア